# L'autre côté de la mer
L'Autre Côté de la mer és una pel·lícula francesa dirigida per Dominique Cabrera i estrenada el 1997.

## Argument
Un industrial pied-noir que va romandre a Algèria després de la independència torna a França per a una operació quirúrgica. Entaula una relació amb el seu cirurgià, un àrab que ha tallat els vincles amb el seu país d'origen.

## Repartiment
- Claude Brasseur : Georges Montero
- Roschdy Zem : Tarek Timzert
- Catherine Hiegel : Maria
- Marthe Villalonga : Marinette
- Slimane Benaïssa : Boualem
- Antoinette Moya : Claudine
- Fattouma Ousliha Bouamari : Setti
- Ariane Ascaride : Lulu
- Marilyne Canto : Lisa

## Recepció crítica
Es tracta del primer llargmetratge de la directora, que prové dels documentals. Per a Télérama, 
| « | des del principi, tot sona cert […] Ella sap mirar, fer-se al costat, deixar que l'emoció s'instal·li | » |

Per Les Inrocks, la pel·lícula és 
| « | una obra matisada sobre la generació de retornats. | » |

## Distincions
- 23a cerimònia dels Premis César (1998) : nominada al César a la millor primera pel·lícula[3]
- XVIII edició de la Mostra de València (1997): Premi Pierre Kast al millor guió[4]